# Таращанський район
Тараща́нський райо́н — колишній район України на півдні Київській області у центральній частині Придніпровської височини на водорозділі двох великих річок України — Дніпра та Південного Бугу і відповідно їхніх приток — річок Рось та Гірський Тікич (його притоки Гнилий Тікич). Районний центр — Тараща. Населення становить 29 524 особи (на 1 жовтня 2013). Площа району 758 км². Утворено 1923 року, ліквідовано 2020 року в результаті утворення Таращанської міської громади у складі Білоцерківського району Київської області.

## Адміністративний устрій
Адміністративно-територіально район поділяється на 1 міську раду та 24 сільських рад, які об'єднують 35 населених пунктів і підпорядковані Таращанській районній раді. Адміністративний центр — місто Тараща.

## Освіта

### Дошкільні навчальні заклади
В Таращі та Таращанському районі функціонує 26 дошкільних навчальних закладів (дитячих садків), з них 3 розташовані в м. Тараща.

### Середня освіта
Кількість загальноосвітніх шкіл — 26, із них у м. Тараща — 3.
Із загальної кількості шкіл:
- гімназія «Ерудит» — 1;
- загальноосвітніх шкіл І-ІІІ ступенів — 12.

Загальна кількість учнів у школах — 3122.
У районі діє спеціальна загальноосвітня школа — інтернат для дітей з особливими потребами.

### Дитячий будинок
У Таращі працює один дитячий будинок змішаного типу (для дітей дошкільного віку) «Надія», місто Тараща, вул. Карла Ліпнехта 35.

### Позашкільні заклади
У Таращі чотири позашкільні заклади освіти:
- Таращанська музична школа, місто Тараща, вул. Шевченка ??;
- Таращанський центр творчості дітей та юнацтва, місто Тараща, вул. Шевченка 28;
- Таращанська станція юних натуралістів, місто Тараща, вул. Богдана Хмельницького 51;
- Таращанська дитячо-юнацька спортивна школа, місто Тараща, вул. Червоноармійська 32.

У Таращі працює районний методичний кабінет для контролю, обміну досвідом, та підвищення кваліфікації вчителів шкіл, місто Тараща, вул. Карла Ліпнехта 40. Сайт методичного кабінету: http://tarmetod.narod.ru

### Середня спеціальна
- Таращанський агротехнічний коледж імені Героя Радянського Союзу О. О. Шевченка (більш відомий під назвою Таращанський технікум механізації та електрифікації сільського господарства) за спеціальностями:
  - «експлуатація та ремонт машин і обладнання агропромислового виробництва»;
  - «монтаж, обслуговування та ремонт електротехнічних установок в агропромисловому комплексі»;
  - «бухгалтерський облік»;
  - «організація виробництва»;
  - «правознавство».
- Київський обласний навчально-курсовий комбінат за спеціальностями: тракторист-машиніст сільськогосподарського виробництва категорії А, В, С, F; машиністи автокрана; стропальник; оператор котелень; газоелектрозварник; оператор комп'ютерного набору; переатестація операторів котелень; навчання з питань охорони праці посадових осіб, фахівців, та членів комісій, з перевірки знань, підприємств, установ організацій; навчання посадових осіб і фахівців з «Правил безпеки систем газопостачання України»; навчання посадових осіб і фахівців з електробезпеки;основи малого підприємництва.
- Міжшкільний навчально виробничий комбінат за спеціальностями: водій категорії С; продавець з лотка на ринку.
- Автомобільна школа ТСОУ за спеціальностями: водій категорії А, А1, В, С, С1, Д, Д1, Е, СЕ.
- Комунальний заклад Київської обласної ради «Таращанський навчально-реабілітаційний Центр» за спеціальностями: штукатур; маляр.

### Вища освіта
Відокремлений підрозділ Національного університету біоресурсів і природокористування «Таращанський навчально-інформаційно консультативний пункт» за спеціальностями:
- «процеси, машини та обладнання агропромислового виробництва»;
- «енергетика та електротехнічні системи в агропромисловому комплексі».

### Соціальне обслуговування
Таращанський районний територіальний центр соціального обслуговування (надання соціальних послуг) створено для здійснення соціального обслуговування та надання соціальних послуг громадянам, які перебувають у складних життєвих обставинах і потребують сторонньої допомоги, проживають на території Таращанського району, за місцем проживання, в умовах стаціонарного, тимчасового або денного
перебування.
На соціальне обслуговування (надання соціальних послуг) у територіальному центрі мають право:
- громадяни похилого віку, інваліди, хворі (з числа осіб працездатного віку на період до встановлення їм групи інвалідності, але не більш як чотири місяці), які не здатні до самообслуговування і потребують постійної сторонньої допомоги, визнані такими в порядку, затвердженому МОЗ;

- громадяни, які перебувають у складній життєвій ситуації у зв'язку з безробіттям (і зареєстровані в державній службі зайнятості як такі, що шукають роботу), стихійним лихом, катастрофою (і мають на своєму утриманні неповнолітніх дітей, дітей-інвалідів, осіб похилого віку, інвалідів), якщо середньомісячний сукупний дохід їхніх сімей нижчий, ніж прожитковий мінімум для сім'ї.

Сайт організації http://taratercentr.ucoz.ru

## Медицина
Медичне обслуговування жителів району здійснює Таращанська центральна районна лікарня на 191 ліжко, 6 медичних амбулаторій, з них 3 — загальної практики сімейної медицини та 24 фельдшерсько-акушерських пункти. Медичні послуги населенню надають 365 медичних працівників, з них 62 лікарі. На території району розташовано 33 аптечних заклади.

## Природно-заповідний фонд

### Ландшафтний заказник
Ружківські Яри.

### Лісовий заказник
Улашівська Дача.

### Комплексна пам'ятка природи
Мохове.

## Екскурсійні об'єкти
- Братська могила воїнів Червоної Армії — визволителів (с. Велика Березянка)
- Пам'ятник воїнам-односельцям (с. Велика Березянка)
- Пам'ятник жертвам фашизму (с. Велика Березянка)
- Найвища вершина Київської області (273 метри над умовним рівнем моря)(с. Велика Березянка)
- Братська могила воїнів Радянської Армії (с. Веселий Кут)
- Залишки городища (с. Ківшовата)
- Каланча — пожежна вежа XIX ст. (м. Тараща)
- Комплекс «Присутствених місць» (м. Тараща)
- Костел «Музична школа» XIX ст. (м. Тараща)
- Музей бойової слави (с. Косяківка)
- Музей історії (с. Плоске)
- Музей історії школи (м. Тараща)
- Музей краєзнавчий «Світлиця» (с. Косяківка)
- Музей «Світлиця» (с. Ківшовата)
- Музей Таращанський історико-краєзнавчий (м. Тараща)
- Музей українського побуту (с. Станишівка)
- Пам'ятки залізоробного виробництва (с. Лук'янівка)
- Підземний монастир (с. Буда)
- Римо-католицький костел (м. Тараща)
- Сквер (м. Тараща)
- Таращанський замок (м. Тараща)
- Таращанська «кам'яна баба» (м. Тараща)
- Урочище «Жеребець» (с. Лук'янівка)
- Флігель (м. Тараща)
- Центральний Парк відпочинку (м. Тараща)
- Церква Олександра Невського (с. Дубівка)

## Політика
25 травня 2014 року відбулися Президентські вибори України. У межах Таращанського району були створені 34 виборчі дільниці. Явка на виборах складала — 68,96 % (проголосували 17 607 із 25 534 виборців). Найбільшу кількість голосів отримав Петро Порошенко — 60,10 % (10 581 виборців); Юлія Тимошенко — 14,39 % (2 533 виборців), Олег Ляшко — 11,39 % (2 005 виборців), Анатолій Гриценко — 4,79 % (843 виборців). Решта кандидатів набрали меншу кількість голосів. Кількість недійсних або зіпсованих бюлетенів — 0,78 %.

## Мережні ресурси
- Таращанський район — Інформаційно-пізнавальний портал | Київська область у складі УРСР (На основі матеріалів енциклопедичного видання про історію міст та сіл України, тома — Історія міст і сіл Української РСР: Київ. — К.: Гол. ред. УРЕ АН УРСР, 1968., Історія міст і сіл Української РСР. Київська область / Ф. М. Рудич (голова ред. колегії) та ін. — К.: Гол. ред. УРЕ, 1971. — 792 с.)